# Melike İpek Yalova
Melike İpek Yalova (Estambul, 29 de abril de 1984) es una actriz y modelo turca, conocida por interpretar el papel de Müjgan Hekimoglu en la serie Bir Zamanlar Çukurova.

## Biografía
Melike İpek Yalova nació el 29 de abril de 1984 en Estambul (Turquía), de madre Ayşen Yalova y padre Yüksel Yalova, exministro de Estado.

## Carrera

### Educación
Melike İpek Yalova después de estudiar relaciones internacionales en la Universidad de Bilkent, se matriculó en la facultad de política internacional y gestión de crisis de la Universidad de Roma "La Sapienza", donde al finalizar sus estudios obtuvo el título de maestría.

### Carrera de actuación
Melike İpek Yalova en 2011 comenzó su carrera como actriz después de que la productora Nermin Eroglu, mientras almorzaba con una amiga suya en Estambul, y luego fue elegida para el papel de la princesa Isabella Fortuna en la serie de época emitida en Show TV Muhteşem Yüzyıl. De 2012 a 2015 ganó popularidad después de interpretar el papel de Ayten Alev en la serie emitida en ATV Karadayı, junto con los actores Kenan İmirzalıoğlu y Bergüzar Korel. Por esta última serie, en 2013, ganó el premio Ayaklı Gazete TV Yıldızları Award como Mejor actriz de reparto, mientras que en 2014 ganó el mismo premio como Mejor actriz de reparto en una serie histórica.
En 2015 hizo su debut en la pantalla grande en la película de acción de Çağatay Tosun Can Feda. Al año siguiente, en 2016, ocupó el papel de Suzi en la serie emitida en Kanal D Hayat Şarkısı. En 2017 interpretó el papel de Leyla en el episodio Çember: Acı İntikam de la serie emitida en Star TV Çember. Al año siguiente, en 2018, ocupó el papel de Cevher Akışık en la serie emitida en Kanal D İnsanlık Suçu.
De 2019 a 2021 fue elegida para interpretar el papel de Müjgan Hekimoglu en la serie emitida en ATV Bir Zamanlar Çukurova y donde actuó junto a actores como Hilal Altınbilek, Uğur Güneş, Murat Ünalmış, Vahide Perçin, Kerem Alışık, Esra Dermancıoğlu y Furkan Palalı. En 2021 y en 2022 fue elegida para interpretar el papel de Büge Uyar Yesari en la serie emitida en Fox Mahkum, junto con los actores İsmail Hacıoğlu, Onur Tuna, Hayal Köseoğlu, Seray Kaya y Gökçe Eyüboğlu. Por esta última serie, en 2022, ganó los premios Golden Lens Award como Mejor actriz en una serie de acción, junto con İsmail Hacıoğlu, Onur Tuna y Hayal Köseoğlu.

## Vida personal
Melike İpek Yalova de 2019 a 2021 estuvo casada con el director, guionista y productor de cine Altuğ Gültan.

## Filmografía

### Cine
| Año  | Título   | Director      | Personaje     |
| ---- | -------- | ------------- | ------------- |
| 2015 | Can Feda | Çağatay Tosun | Doctora Seher |

### Televisión
| Año       | Título                | Personaje                 | Cadeña  | Notas                            |
| --------- | --------------------- | ------------------------- | ------- | -------------------------------- |
| 2011      | Muhteşem Yüzyıl       | Princess Isabella Fortuna | Show TV | 13 episodios                     |
| 2012-2015 | Karadayı              | Ayten Alev                | ATV     | 115 episodios                    |
| 2016      | Hayat Şarkısı         | Suzi                      | Kanal D | 10 episodios                     |
| 2017      | Çember                | Leyla                     | Star TV | Episodio 5 (Çember: Acı İntikam) |
| 2018      | İnsanlık Suçu         | Cevher Akışık             | Kanal D | 8 episodios                      |
| 2018-2021 | Bir Zamanlar Çukurova | Müjgan Hekimoglu          | ATV     | 86 episodios                     |
| 2021-2022 | Mahkum                | Büge Uyar Yesari          | Fox     | 31 episodios                     |

## Premios y reconocimientos
| Año  | Premio                            | Categoría                                      | Trabajo  | Resultado | Notas                                                 |
| ---- | --------------------------------- | ---------------------------------------------- | -------- | --------- | ----------------------------------------------------- |
| 2013 | Ayaklı Gazete TV Yıldızları Award | Mejor actriz de reparto                        | Karadayı | Ganadora  | [ 21 ]                                                |
| 2014 | Ayaklı Gazete TV Yıldızları Award | Mejor actriz de reparto en una serie histórica | Karadayı | Ganadora  | [ 22 ]                                                |
| 2022 | Golden Lens Award                 | Mejor actriz en una serie de acción            | Mahkum   | Ganadora  | Junto con İsmail Hacıoğlu, Onur Tuna y Hayal Köseoğlu |